# Вербовецкий сельский совет (Лановецкий район)
Вербовецкий сельский совет (укр. Вербовецька сільська рада) — входит в состав
Лановецкого района
Тернопольской области
Украины.
Административный центр сельского совета находится в 
с. Вербовец.

## Населённые пункты совета
- с. Вербовец